# Хонце
Хонце (слч. Honce) насељено је мјесто са административним статусом сеоске општине (слч. obec) у округу Рожњава, у Кошичком крају, Словачка Република.

## Становништво
| Година:    | 1994. | 2004.   | 2014.   | 2024.    |
| ---------- | ----- | ------- | ------- | -------- |
| Број људи: | 419   | 395     | 381     | 327      |
| Разлика:   |       | -5,72 % | -3,54 % | -14,17 % |

| Година:    | 2023. | 2024.   |
| ---------- | ----- | ------- |
| Број људи: | 328   | 327     |
| Разлика:   |       | -0,30 % |

Према подацима о броју становника из 2011. године насеље је имало 380 становника.